# Río Vaga
El río Vaga (ruso: Вага) es un río que riega los óblast de Vologda y de Arcángel, en la Rusia europea. Es un afluente por la izquierda del Dvina Septentrional, a cuya cuenca hidrográfica pertenece. Atraviesa las ciudades de Velsk y Shenkursk.
Tiene una longitud de 575 km y una cuenca de 44.800 km².

## Geografía
El Vaga nace en una zona pantanosa del centro del óblast de Vologda. Fluye principalmente en dirección norte por una zona boscosa,  por una zona poco poblada debido a la dureza del clima. Está helado de mediados de noviembre a finales de abril. Es atravesado por la línea de ferrocarril del Pechora. Es navegable en el periodo de aguas altas desde la desembocadura a Velsk.

### Afluentes
Los principales afluentes del río son:
- Por la izquierda: Vel, Puja, Padienga, Led, Siuma y Nielenga;
- Por la derecha: Dvinica, Kuloi, Ustia y Szenga.

## Hidrometría
El río Vaga es un río bastante caudaloso, habiendo sido observado durante 29 años, en el periodo entre 1944 a 1975, en Shenkursk, pequeña ciudad situada a 158 km de su confluencia con el Dvina septentrional.
En Shenkursk, el caudal medio observado en este periodo fue de 236 m³/s, para una superficie drenada de 38.400 km², un poco más del 85% del total de su cuenca. La lámina de agua que drena la cuenca anualmente es de 194 mm, que se puede considerar como moderada. 
El caudal medio mensual observado en febrero (mínimo de estiaje) es de 30,8 m³/s, por debajo del 3% del caudal del mes de mayo 982m³/s., lo que subraya la fuerte amplitud de las variaciones estacionales. Las diferencias de los caudales mensuales pueden ser aún más importantes si se observan en el periodo de observación de 29 años, ya que el caudal mínimo ha sido de 8,22 m³/s (diciembre de 1920, un año de sequía memorable que se cobró millones de víctimas en los comienzos de la Rusia Soviética), mientras que el caudal mensual máximo que se observó es de 1.600 m³/s (mayo de 1926). En el periodo en que está libre de hielo (de mayo a octubre) su caudal mínimo ha sido 10,9 m³/s (octubre de 1920).
| Caudal medio mensual del Vaga en la estación hidrométrica de Shenkursk (Datos calculados en 1944-75, 29 años, en m³/s) |
| |